# 日光村 (愛知県)
日光村（にっこうむら）は、愛知県中島郡にかつてあった村。現在の一宮市萩原町北部と大和町北部に該当する。村名は日光川に由来する。

## 歴史
- 江戸時代末期、この地域は尾張藩領であった。
- 1889年（明治22年）10月1日 - 愛知県での町村制の施行により、富田方村、花井方村、福森村、毛受村、馬引村が合併し、日光村となる[1]。
- 1906年（明治39年）5月10日 - 村の北部（旧・福森村、毛受村、馬引村）は苅安賀村、三輪村、妙興寺村、高井村と合併。苅安賀村となる。南部（旧・富田方村、花井方村）は萩原町に編入される。[要出典]